# Булатовский, Игорь Валерьевич
Игорь Валерьевич Булатовский (род. 31 мая 1971, Ленинград) — русский поэт, переводчик поэзии, эссеист.

## Биография и творчество
Окончил исторический факультет Российского государственного педагогического университета им. А. И. Герцена, живёт в Петербурге.
Автор семи книг стихов, публикаций в журналах «Звезда», «Воздух», «Сумерки», «Зинзивер», альманахах «Временник Новой Камеры хранения» и др. Игорь Булатовский — постоянный автор сайта «Новая Камера хранения». Поэтика Булатовского восходит к некоторым поздним стихам Владислава Ходасевича: минимумом средств, тонкой передачей интонации (будь то разговорная речь или внутренняя) Булатовский выражает экзистенциальное одиночество лирического «я». Особенностью просодии Булатовского являются изощрённые вариации силлабо-тонических метров.
Лауреат премии журнала «Звезда» за серию эссе (2001). Лауреат премии Губерта Бурды для молодых поэтов Восточной Европы (2005). Стихи И. Булатовского переводились на немецкий и финский языки.
Основная сфера деятельности Булатовского-переводчика — поэзия на идише. Особо значителен выполненный им перевод книги Ицика Мангера «Толкование Ицика на Пятикнижие» (2003), эту работу продолжила «Книга рая» того же автора, переведённая вместе с Валерием Дымшицем (2008). Вместе с тем же соавтором переведены две книги прозы Исроэла-Иешуа Зингера (2011) и сборник пяти еврейских поэтов «Бумажные мосты» (2012). Кроме того, Булатовский переводил поэзию Поля Верлена, составив из своих переводов книгу «Сатурнийские стихи. Галантные празднества. Песни без слов» (СПб., 2001), — особенностью этой работы является попытка передать отличие французского стихотворного метра от русской силлабо-тоники; развитием этой работы стало двуязычное издание 2005 года (Поль Верлен, «Три сборника стихов», М.: «Радуга»), подготовленное совместно с Георгием Косиковым и Екатериной Белавиной), где Булатовский также один из авторов подробного комментария. С французского Булатовским также переведена монография Леонида Геллера и Мишель Нике «Утопия в России» (2003).
Совместно с А. Б. Устиновым Игорь Булатовский подготовил к изданию две книги стихотворений поэта начала XX века Василия Комаровского. Совместно с Борисом Рогинским (под общим псевдонимом Рейн Карасти) опубликовал в журнале «Звезда» ряд эссе о литературе XX века, составивших сборник «Человек за шторой» (2004).

## Стихотворные книги
- «Белый свет» (1995)
- «Любовь для старости» (1996)
- «Полуостров» (2003)
- «Карантин» (2006)
- «Стихи на время» (2009)
- «Читая темноту» (2013)
- «Ласточки наконец» (2013)
- «Смерть смотреть» (2016)
- «Северная ходьба» (2019)
- «Аврам-трава» (2023)